# Jordan Turner-Hall
Pour les articles homonymes, voir Turner, Hall et Jordan Hall.

a Compétitions nationales et continentales officielles uniquement.

b Matchs officiels uniquement.
Dernière mise à jour le 20 mars 2025.
Jordan Turner-Hall, né le 5 janvier 1988 à Camden (Londres), est un joueur international anglais de rugby à XV évoluant comme centre. Après neuf saisons avec les Harlequins, il a pris sa retraite sportive en 2015 en raison d'une blessure persistante à la hanche.

## Biographie

### Carrière en club
Né à Camden, Jordan Turner-Hall commence le rugby avec le Hove RFC. En 2005, à 17 ans, il rejoint le centre de formation des Harlequins. La même saison, il fait ses débuts avec l'équipe senior. Il s'impose rapidement dans le club dont il contribue à la promotion en premiership en 2006. En 2012, il est titulaire lors de la finale du championnat remportée contre les Leicester Tigers. 
Le 23 juillet 2015, il annonce sa retraite sportive à seulement 27 ans en raison d'une blessure persistante à la hanche.

### Carrière internationale
Jordan Turner-Hall joue avec toutes les équipes d'Angleterre de jeunes des moins de 16 ans aux moins de 20 ans.
Le 4 février 2012, il connait sa première cape internationale avec l'Angleterre à l'occasion du match du Tournoi des Six Nations contre l'Écosse.

## Palmarès
- Finaliste du Championnat du monde junior en 2008 avec l'équipe d'Angleterre des moins de 20 ans.